# Episodi di Belli dentro (terza stagione)
La terza stagione della sitcom italiana Belli dentro è andata in onda su Italia 1 nel 2007.
| nº | Titolo                         | Prima TV Italia |
| -- | ------------------------------ | --------------- |
| 1  | Pet Therapy                    | 2007            |
| 2  | Poker di cuori                 | 2007            |
| 3  | Di mamma ce n'è una sola       | 2007            |
| 4  | Finché morte non vi separi     | 2007            |
| 5  | Missing Ciccio                 | 2007            |
| 6  | Alta tensione                  | 2007            |
| 7  | Un giorno davvero speciale     | 2007            |
| 8  | Sogni d'oro                    | 2007            |
| 9  | Si salvi chi può               | 2007            |
| 10 | Maledetta primavera            | 2007            |
| 11 | Un bel gioco                   | 2007            |
| 12 | Segreti inconfessabili         | 2007            |
| 13 | Non ho l'età                   | 2007            |
| 14 | Scene da un matrimonio         | 2007            |
| 15 | Bon ton                        | 2007            |
| 16 | L'importanza di essere sinceri | 2007            |
| 17 | Pollo al centro                | 2007            |
| 18 | On air                         | 2007            |
| 19 | La Stramariano                 | 2007            |
| 20 | L'orgoglio di Mariano          | 2007            |